# Działoszyn (gmina)
Pour les articles homonymes, voir Działoszyn (homonymie).
Działoszyn est une gmina (commune) mixte ou urbaine-rurale (gmina miejsko-wiejska) du powiat de Pajęczno, dans la Voïvodie de Łódź, dans le centre de la Pologne.
Son siège administratif (chef-lieu) est la ville de Działoszyn, qui se situe environ 10 kilomètres (km) à l'ouest de Pajęczno (siège du powiat) et 85 kilomètres au sud-ouest de la capitale régionale Łódź (capitale de la voïvodie).
La gmina couvre une superficie de 120,59 km2 pour une population de 12 908 habitants en 2006, avec une population pour la ville de Działoszyn de 6 276 habitants et une population de la partie rurale de 6 632 habitants.

## Géographie
Outre la ville de Działoszyn, la gmina inclut les villages et localités de :

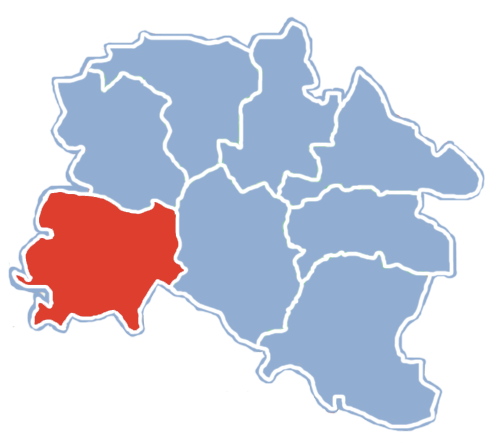
Localisation de la gmina dans le powiat de Pajęczno

- Bobrowniki
- Bugaj
- Draby
- Grądy-Łazy
- Kapituła
- Kiedosy
- Lisowice
- Lisowice-Kolonia
- Młynki
- Niżankowice
- Patoki Małe
- Posmykowizna
- Raciszyn
- Sadowiec
- Sadowiec-Niwa
- Sadowiec-Pieńki
- Sadowiec-Wrzosy
- Sęsów
- Szczepany
- Szczyty
- Szczyty-Błaszkowizna
- Szczyty-Las
- Tasarze
- Trębaczew
- Węże
- Wójtostwo
- Zalesiaki
- Zalesiaki-Pieńki

### Gminy voisines
La gmina de Działoszyn est voisine des gminy suivantes :
- Lipie
- Pajęczno
- Pątnów
- Popów
- Siemkowice
- Wierzchlas

## Administration
De 1975 à 1998, la gmina était attachée administrativement à l'ancienne voïvodie de Sieradz.

Depuis 1999, elle fait partie de la nouvelle voïvodie de Łódź.

## Structure du terrain
D'après les données de 2007, la superficie de la commune de Działoszyn est de 120,59 kilomètres carrés, répartis comme telle :
- terres agricoles : 61 %
- forêts : 28 %

La commune représente 15,04 % de la superficie du powiat.

## Démographie
Données du 31 décembre 2007 :
| Description        | Total  | Total | Femmes | Femmes | Hommes | Hommes |
| ------------------ | ------ | ----- | ------ | ------ | ------ | ------ |
| Unité              | Nombre | %     | Nombre | %      | Nombre | %      |
| Population         | 12 926 | 100   | 6 470  | 50,1   | 6 456  | 49,9   |
| Densité (hab./km²) | 107    | 107   | 54     | 54     | 53     | 53     |